# Molí de Can Milleres
El Molí de Can Milleres és una obra de Camós (Pla de l'Estany) inclosa a l'Inventari del Patrimoni Arquitectònic de Catalunya.

## Descripció
El molí està situat al costat del riu Matamors, assentat en el talús. Edifici de forma irregular de tres plantes i soterrani. Al soterrani hi ha els estables, les corts i l'obrador del molí. Les altres plantes estan destinades a l'habitatge. Les obertures són rectangulars fetes de maó i amb llinda de travertí, algunes de la planta superior amb arc rebaixat. Les portes de les façanes són de linda o amb arc rebaixat. La façana que dona al riu té una gran terrassa. Davant la façana principal encara es veu part de la bassa que s'utilitzava per emmagatzemar l'aigua.
Avui conserva l'obrador, l'espai on treballava el moliner i dues moles. Una servia per moldre el blat per fer farina. L'altre, per moldre ordi i civada per fer la farinada dels animals.

## Història
El document més antic que es troba del molí és de l'any 1873. D'aquest document es dedueix que el molí funcionava i era propietat de la família Xargay. A partir de l'any 1923 fins al 1930 no hi ha documents de contribucions industrials. Sembla que després de la guerra civil el molí va funcionar cinc anys més. Fins a l'any 1992 el molí va conservar sencera una gran bassa, davant la façana principal.